# 原大虎
原 大虎 (はら だいご、1974年12月24日-)は日本の元モーグル選手。北海道出身。

## 来歴
1998年長野五輪16位、全日本選手権優勝2回、1996年W杯男子シングル総合18位。
Jsportsモーグル解説者でもある。